# 宝来丸略奪事件
宝来丸略奪事件（ほうらいまるりゃくだつじけん）とは、1926年（大正15年）8月10日に発生したソビエト連邦による日本船舶の不法抑留事件。

## 概要
日ソ基本条約締結後の1926年（大正15年）8月10日、オホーツク海の公海上に於いて漁労に従事中の漁船「宝来丸」を、ソ連国境警備隊員が夜陰に乗じて奇襲の上略奪捕獲し、近傍の港まで曳航した事件。主権国家の政府公船による海賊行為の実例である 。

## 経緯

### 発生
大正15年8月10日22時50分頃、株式会社八木本店所有蟹工船「美福丸」が北緯54度33分、東経155度29分の位置に、同「宝来丸」が「美福丸」の北東約1.5鏈（0.15浬）、陸岸より約5.5浬の位置にて停止中、美福丸が無灯火で接近するソ連監視船「ブリュハノフ」を発見。次いで23時頃、同監視船に付属するモーターボート一艘を発見。その直後、同モーターボート乗員6-7名（内一名は日本人通訳）が「美福丸」左舷より乗船し、重要書類の引渡しを求めた。しかし、船長が同船が公海上にあり、ソ連の主権を何ら干犯していない事を理由として、これを峻拒したところ、ソ連国境警備隊員は23時40分頃、若干悪態をついて退去した。
しかし、その後程なく、乗員が同船付属の「宝来丸」の姿が見られぬ事に気が付き、汽笛及び灯火信号にも応答が無く、同船が略奪された事が判明した。

### 捜索
「美福丸」は直ちに護衛の駆逐艦「羽風」（司令座乗）に無線で報告したが、当夜は荒天の上に全くの暗闇で何等の船影も見えず、日の出まで待った上で付近を捜索したが、「宝来丸」を発見する事は出来なかった。翌11日18時頃、「大日山丸」が来航し、途中でソ連警備艇が「宝来丸」らしい発動機艇を曳航して通過するのをカムチャツカ半島西岸の「イーチャー」付近で見たと報告。次いで「イーチャー」碇泊中の「永保丸」よりも同様の報告があった。

### 対処
発見時点での「宝来丸」の航行位置がソ連領海内である為、駆逐艦「羽風」は政府よりの別命が無ければ対処不能であり、司令部へ無線で訓令を仰ぎ待機。その後、12日8時頃「春海丸」よりロシア警備艇が宝来丸を曳航し北上するのを偶然発見し、これを追跡中であるとの報告が届いた為、再度「羽風」に救助を歎願したところ、駆逐艦「帆風」に対して出動が命令され、同駆逐艦は同日午後「宝来丸」の船体を奪還した。しかし、同船は装備品と機関の部品等が殆ど略奪され自力航行は不可能であり、樺太丸がこれを受領し曳航。

### 乗員の抑留、送還
乗員6名はソ連警備艇より「イーチャー」碇泊中の「永保丸」へ官憲2名と日魯漁業社員日本人通訳「増田」とともに移乗させられ、次いで陸上に連行されたが、永保丸船長と日本人漁場員が官憲と交渉し、13日朝に乗員は解放された。

## 参考書籍
- "外務省公文書、『領海問題ニ関スル陳情要償／2 宝来丸掠奪事件ニ関スル報告書提出ノ件』、工蟹発第七四四号 大正十五年九月十六日 工船蟹漁業水産組合 組長岩倉道倶、国立公文書館、アジア歴史資料センター、Ref.B03041322100"